# AEL Sistemas
A AEL Sistemas S.A., antiga Aeroeletrônica, fundada em 1982, é uma empresa subsidiária da Elbit Systems dedicada ao projeto, desenvolvimento, fabricação, suporte logístico e manutenção de setores de defesa, espaço e segurança pública. Sua aplicação é em veículos aéreos remotamente pilotados (ARPs) como Hermes 450, terrestres como a torre de armas do blindado do Exército Brasileiro o VBTP-MR Guarani, navais como a modernização do caça McDonnell Douglas A-4 Skyhawk da Marinha Brasileira, eletro-ópticos.
Pioneira na modernização de várias aeronaves da FAB, Embraer EMB-314 Super Tucano, AMX, F-5EM que leva também o suprimento de peças.